# 8 september
8 september is de 251ste dag van het jaar (252ste dag in een schrikkeljaar) in de gregoriaanse kalender. Hierna volgen nog 114 dagen tot het einde van het jaar.

## Gebeurtenissen
- Algemeen
  - 1900 - De Galvestonorkaan eist 6000 tot 12.000 levens in Texas.
  - 1921 - Eerste Miss America-verkiezing.
  - 1936 - Verloving tussen prinses Juliana der Nederlanden en Bernhard van Lippe-Biesterfeld.
  - 2011 - Een aardbeving met een kracht van 4,5 op de schaal van Richter wordt door een groot deel van Nederland gevoeld. Het epicentrum ligt in het Duitse Goch.
  - 2012 - In Roemenië komen acht mensen om het leven bij een botsing tussen een tractor met aanhangwagen en een trein. Het ongeluk gebeurt op een onbewaakte spoorwegovergang bij het plaatsje Chilieni in Midden-Roemenië.
  - 2022 - Koningin Elizabeth II overlijdt op 96-jarige leeftijd. Haar zoon Charles wordt koning van het Verenigd Koninkrijk.
- Criminaliteit en veiligheid
  - 1978 - Het leger richt in Teheran en elf andere steden in Iran een bloedbad aan als honderdduizenden betogers tegen het verbod in de straat opgaan.
  - 1980 - In Amsterdam breken krakersrellen uit bij de ontruiming van het pand De Vogelstruys.
- Kunst en cultuur
  - 1504 - Michelangelo onthult zijn beeld David.
  - 1990 - Het National Symphony Orchestra of London krijgt een Belg als hoofddirigent: de 58-jarige Vlaamse pianist François Glorieux.
  - 1992 - Uit een officieel onderzoek blijkt dat de Amerikaanse restaurateur Daniel Goldreyer het zwaar beschadigde schilderij Who's afraid of Red Yellow and Blue III van Barnett Newman heeft overgeschilderd.
  - 2015 - James Bond-boek Trigger Mortis van schrijver Anthony Horowitz verschijnt.
- Media
  - 1966 - Uitzending van de eerste aflevering (The Man Trap) van de Amerikaanse sciencefictionserie Star Trek op de Amerikaanse televisie.[1]
  - 2003 - Uitzending van de eerste aflevering van de Amerikaanse talkshow The Ellen DeGeneres Show op de Amerikaanse televisie.[1]
  - 2019 - Op SBS6 is de eerste aflevering te zien van datingprogramma Flirty Dancing. Wendy van Dijk is de presentatrice.
  - 2023 - Journalist Tom Kleijn wint het 22e seizoen van het KRO-NCRV televisieprogramma De Slimste Mens door in de finale musicalactrice Nandi van Beurden en theaterdirecteur Jörgen Tjon A Fong te verslaan.[2]
- Oorlog
  - 1575 - Het Beleg van Woerden begint.
  - 1760 - Montreal wordt veroverd door het Britse leger onder leiding van Jeffrey Amherst.
  - 1916 - Begin van de Slag bij Tabora.
  - 1939 - De Nederlandse mijnenveger Hr.Ms. Willem van Ewijck loopt op een eigen mijn waardoor 30 mensen om het leven komen.
  - 1941 - Begin van de Operatie Nordlicht Beleg van Leningrad. Deze slag zou ruim 900 dagen duren.
  - 1944 - De Duitsers lanceren voor het eerst de V2 op de Britse Steden.
  - 2016 - Met hulp van Amerikaanse gevechtsvliegtuigen verdrijft het Afghaanse leger de Taliban weer uit Tarin Kowt, de hoofdstad van Uruzgan.
- Politiek
  - 1831 - Opening van de eerste zitting van het Belgisch Parlement, dat 102 volksvertegenwoordigers en 51 senatoren telt.
  - 1920 - Oprichting van het Italiaans Regentschap Carnaro.
  - 1949 - Geallieerde legers verlaten Berlijn definitief.
  - 1951 - Ondertekening van het Vredesverdrag van San Francisco door Japan en 48 andere landen.
  - 1991 - De republiek Macedonië ontstaat na een referendum over onafhankelijkheid van het voormalige Joegoslavië.
- Religie
  - 1371 - Adolf van Nassau-Wiesbaden-Idstein wordt gewijd tot bisschop van Speyer.
  - 1875 - Oprichting van het Gezelschap van het Goddelijk Woord door de Duitse priester Arnold Janssen.
  - 1907 - Encycliek Pascendi Dominici Gregis van paus Pius X over de leerstellingen van het modernisme.
  - 1914 - Benoeming van Petrus Hopmans tot bisschop van Breda in Nederland.
  - 1953 - Encycliek Fulgens Corona waarin paus Pius XII een Mariajaar afkondigt van december 1953 tot december 1954 tot viering van het eeuwfeest van het dogma van de Onbevlekte Ontvangenis van Maria.
  - 1961 - Ontslag van Joseph Baeten als bisschop van Breda.
  - 1985 - Paus Johannes Paulus II brengt een eendaags bezoek aan Liechtenstein.
- Sport
  - 1888 - In Engeland vinden de eerste zes wedstrijden ooit plaats van de Football League.
  - 1976 - Het Nederlands voetbalelftal verslaat IJsland in Reykjavik met 1-0 in de kwalificatiereeks voor het WK voetbal 1978 in Argentinië. Ruud Geels maakt in de 42ste minuut het enige doelpunt. Doelman Jan Ruiter (Anderlecht) maakt zijn debuut voor Oranje.
  - 1976 - Officiële opening van het Estadio Manuel Martínez Valero in Elx, Spanje.
  - 1988 - De Cubaanse atleet Javier Sotomayor scherpt bij atletiekwedstrijden in Salamanca het ruim half jaar oude wereldrecord hoogspringen van Carlo Thränhardt met 1 centimeter aan tot 2,43 meter.
  - 1990 - De finale in het vrouwenenkelspel op de US Open wordt gewonnen door Gabriela Sabatini. Zij verslaat Steffi Graf.
  - 2002 - In Keulen wint de Nederlandse hockeyploeg voor de zesde keer de Champions Trophy.
  - 2003 - Juan Carlos Ferrero lost Andre Agassi na twaalf weken af als nummer één op de wereldranglijst der tennisprofessionals; de Spanjaard raakt die positie na acht weken weer kwijt aan Agassi's landgenoot Andy Roddick.
  - 2004 - Het Slowaaks voetbalelftal behaalt de grootste overwinning uit zijn geschiedenis. In Bratislava wordt Liechtenstein met 7-0 verslagen.
  - 2007 - De Belgische duatleet Benny Vansteelant raakt zwaargewond als hij wordt aangereden tijdens een training. Op 14 september overlijdt hij aan zijn verwondingen.
- Wetenschap en technologie
  - 1522 - De Spaanse zeevaarder Juan Sebastián Elcano keert terug in Spanje nadat hij als eerste de aarde rond is gevaren, een expeditie die gestart was door Ferdinand Magellaan.
  - 1930 - Richard Drew vindt het Scotch-kleefband uit.
  - 1944 - Lancering van de eerste V2-raket vanuit Nederland richting Londen; doel wordt getroffen.
  - 2004 - Het Genesis ruimtevaartuig van NASA maakt een harde landing in Utah nadat de remparachutes niet open gaan. Genesis is de eerste missie sinds het Apollo programma dat materiaal terugbrengt naar de Aarde en de eerste missie ooit dat materiaal van verder dan de Maan, in dit geval deeltjes van de zonnewind, terugbrengt. Het materiaal blijkt ondanks het neerstorten nog deels bruikbaar te zijn.[3]
  - 2011 - In Palmer Deep bij Antarctica is een populatie van anderhalf miljoen reusachtige krabben ontdekt. De massale aanwezigheid van deze Neolithodes yaldwini zou een dramatische omwenteling voor het ecosysteem van de zuidpoolzeeën kunnen inluiden.[4][5][6]
  - 2023 - Lancering van SpaceShipTwo van Virgin Galactic vanonder het draagvliegtuig VSS Unity voor de suborbitale Galactic 03 missie met aan boord 3 ruimtetoeristen.[7][8]

## Geboren

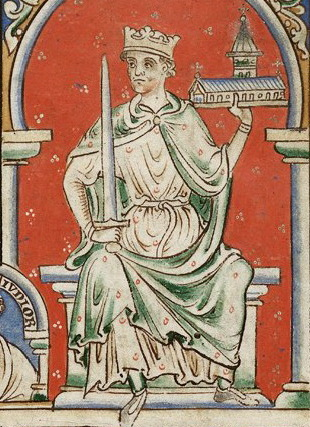
Richard I van Engeland
geboren in 1157

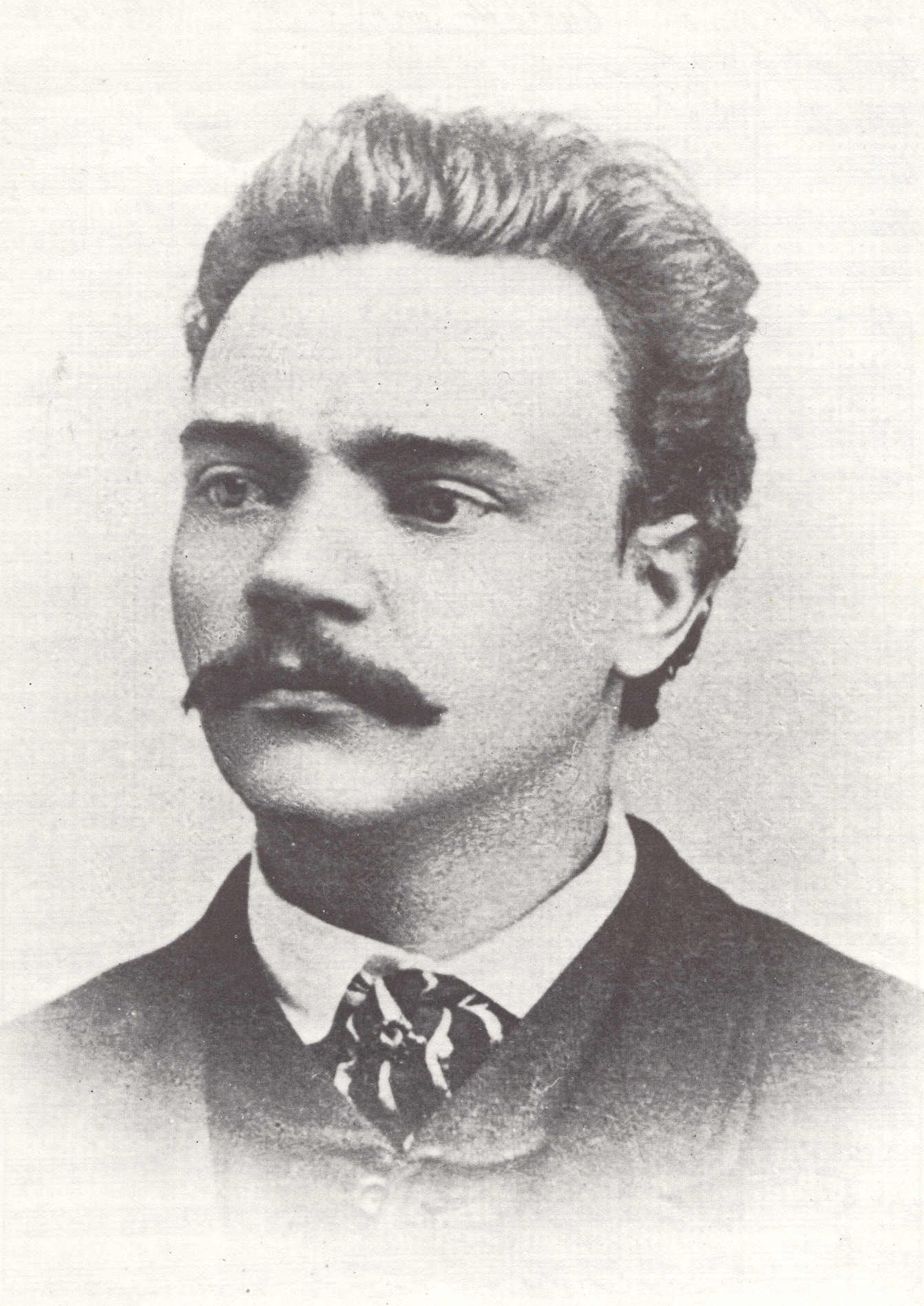
Antonín Dvořák
geboren in 1841

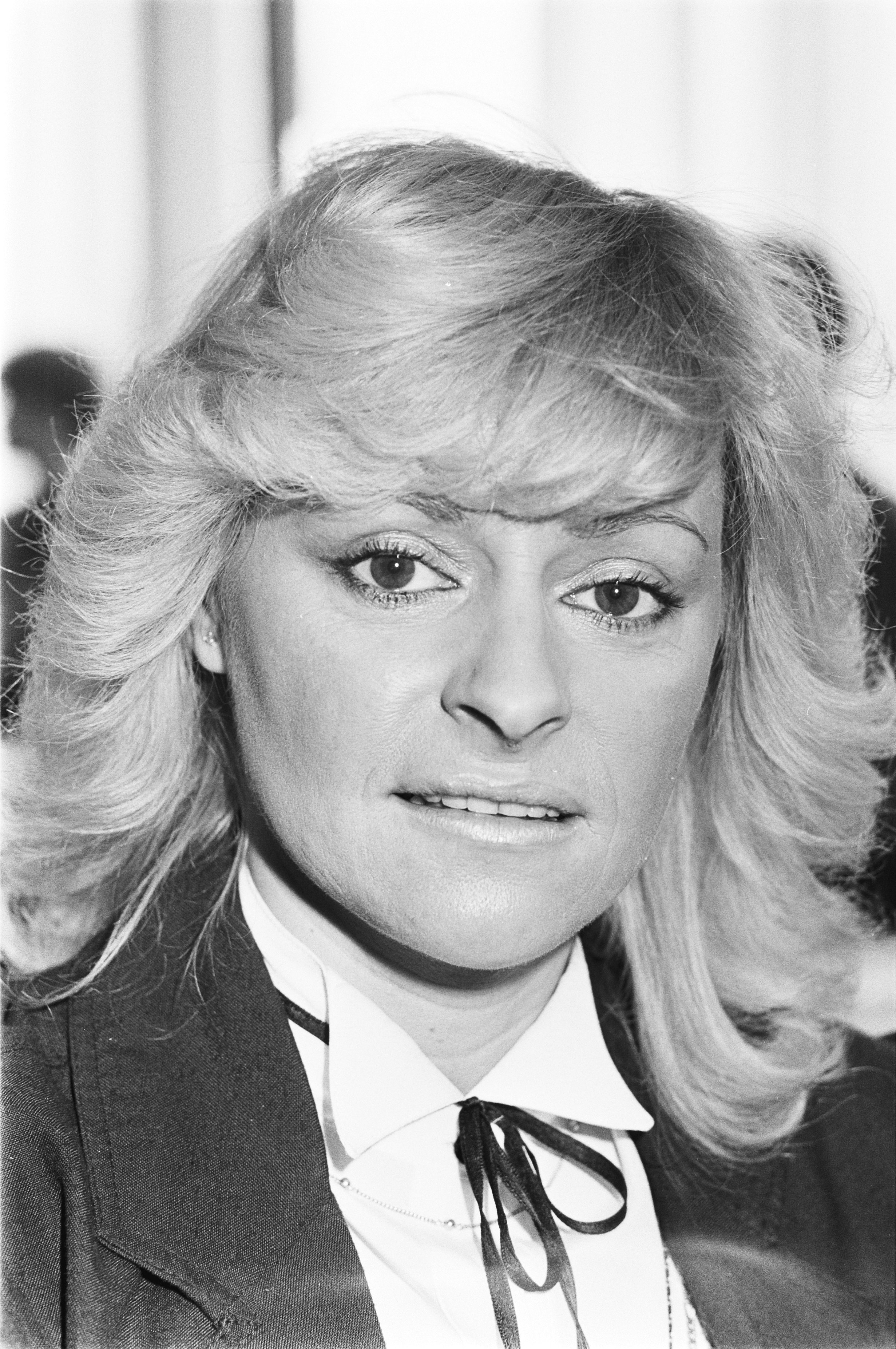
Corry Konings
geboren in 1951

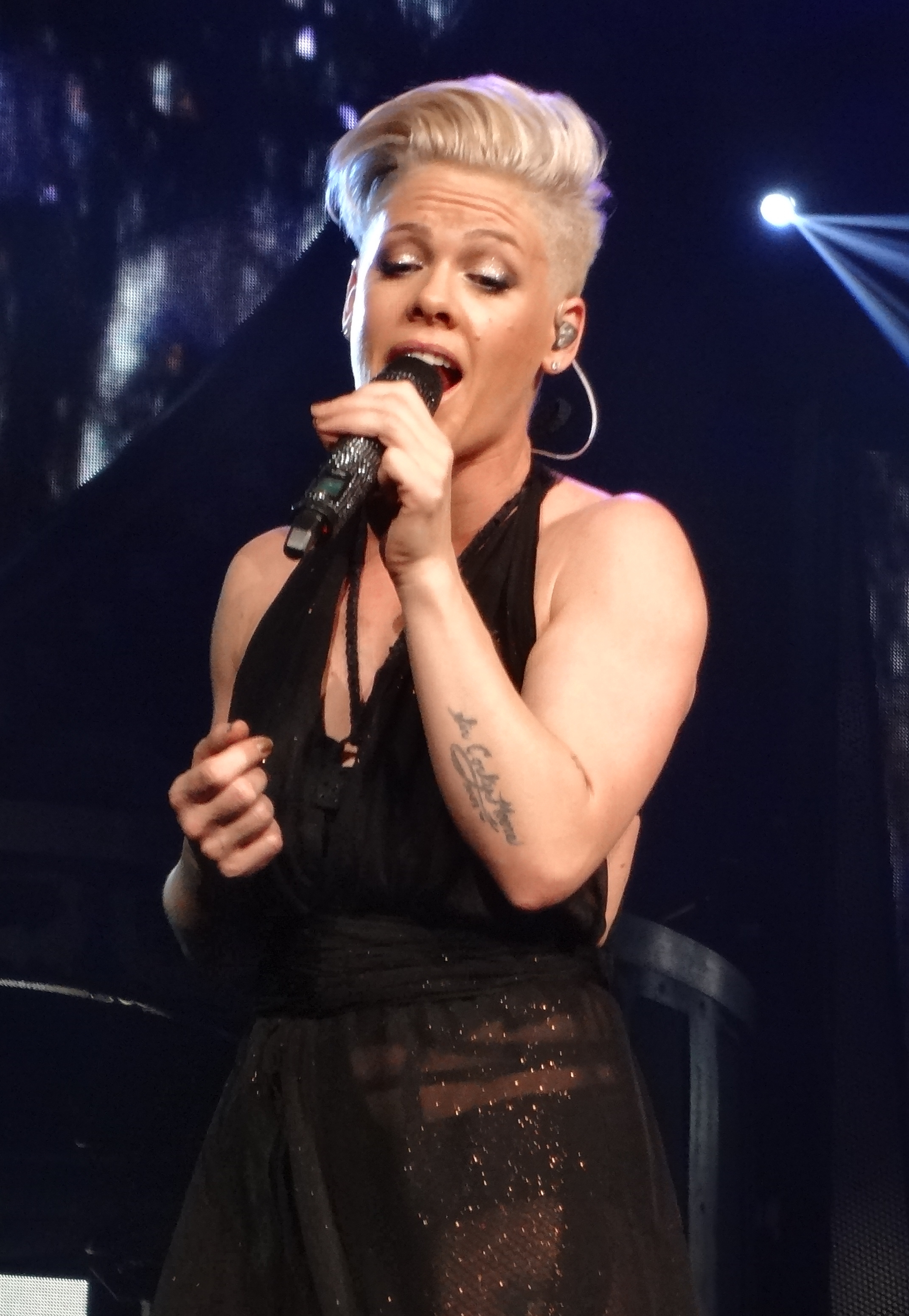
P!nk
geboren in 1979

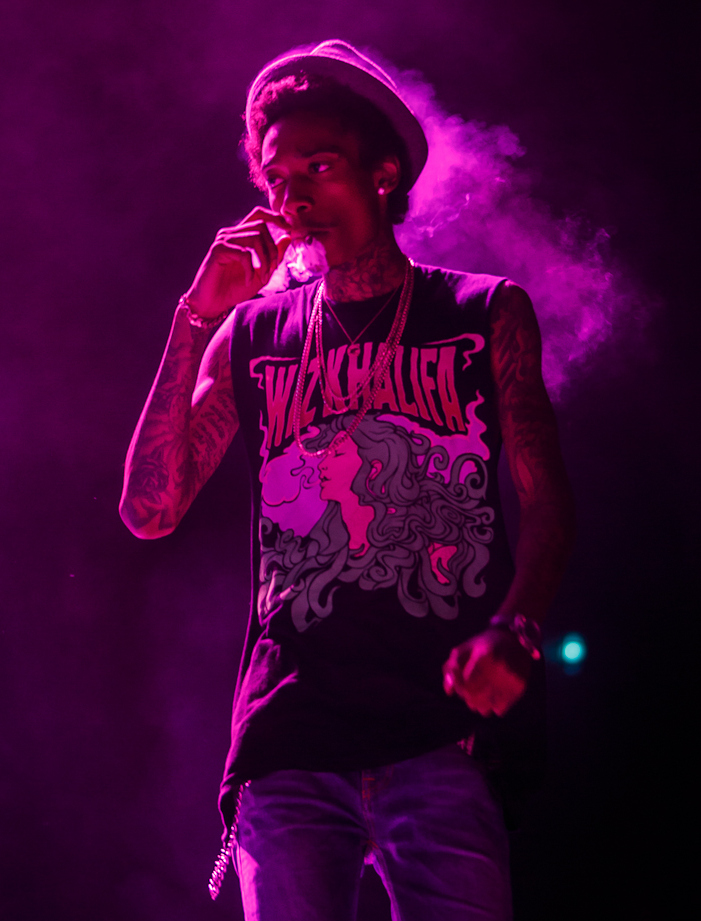
Wiz Khalifa
geboren in 1987

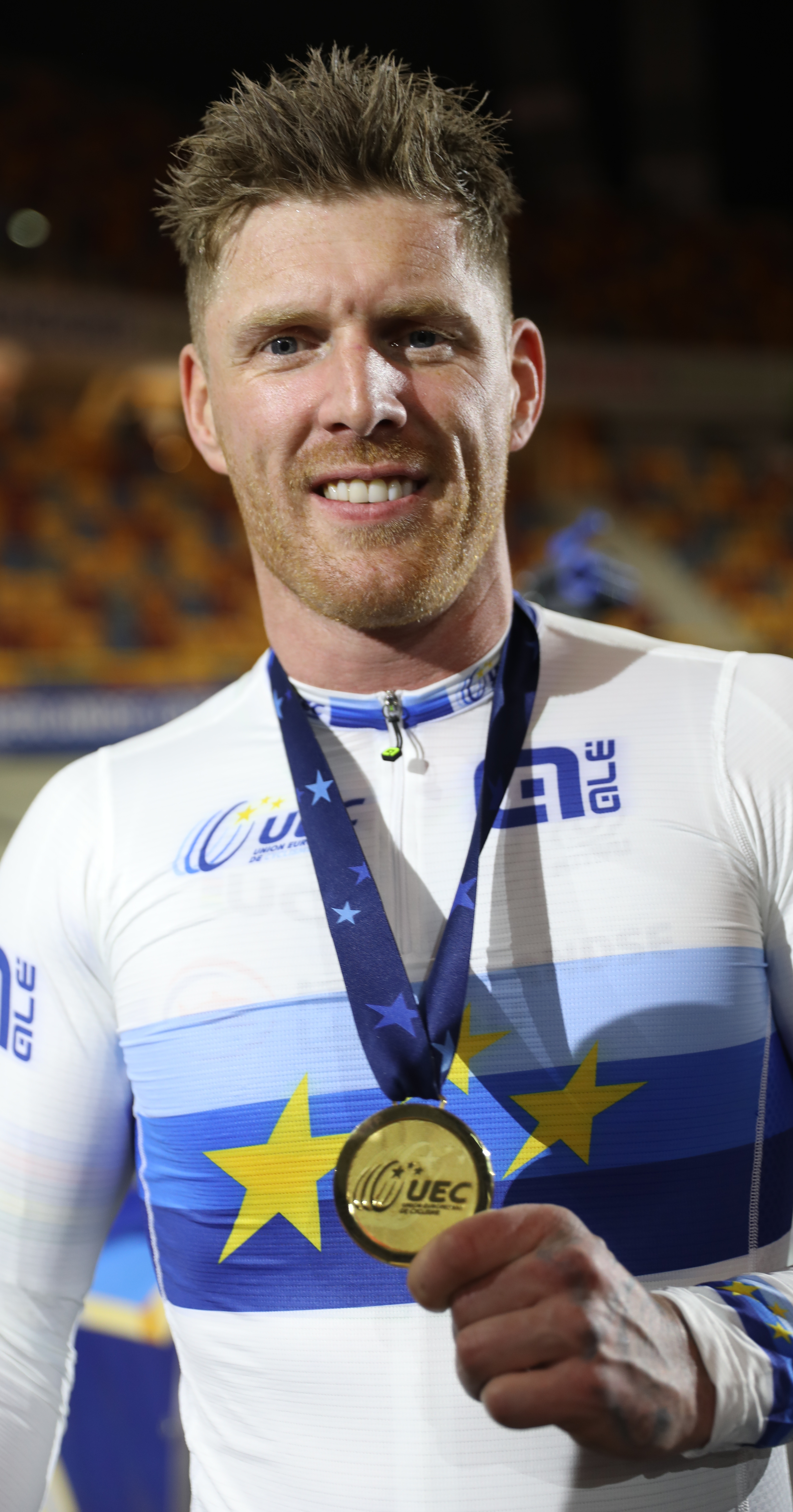
Roy van den Berg
geboren in 1988

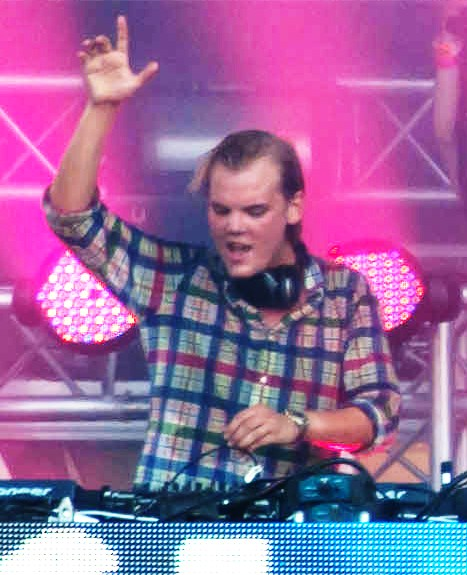
Avicii
geboren in 1989

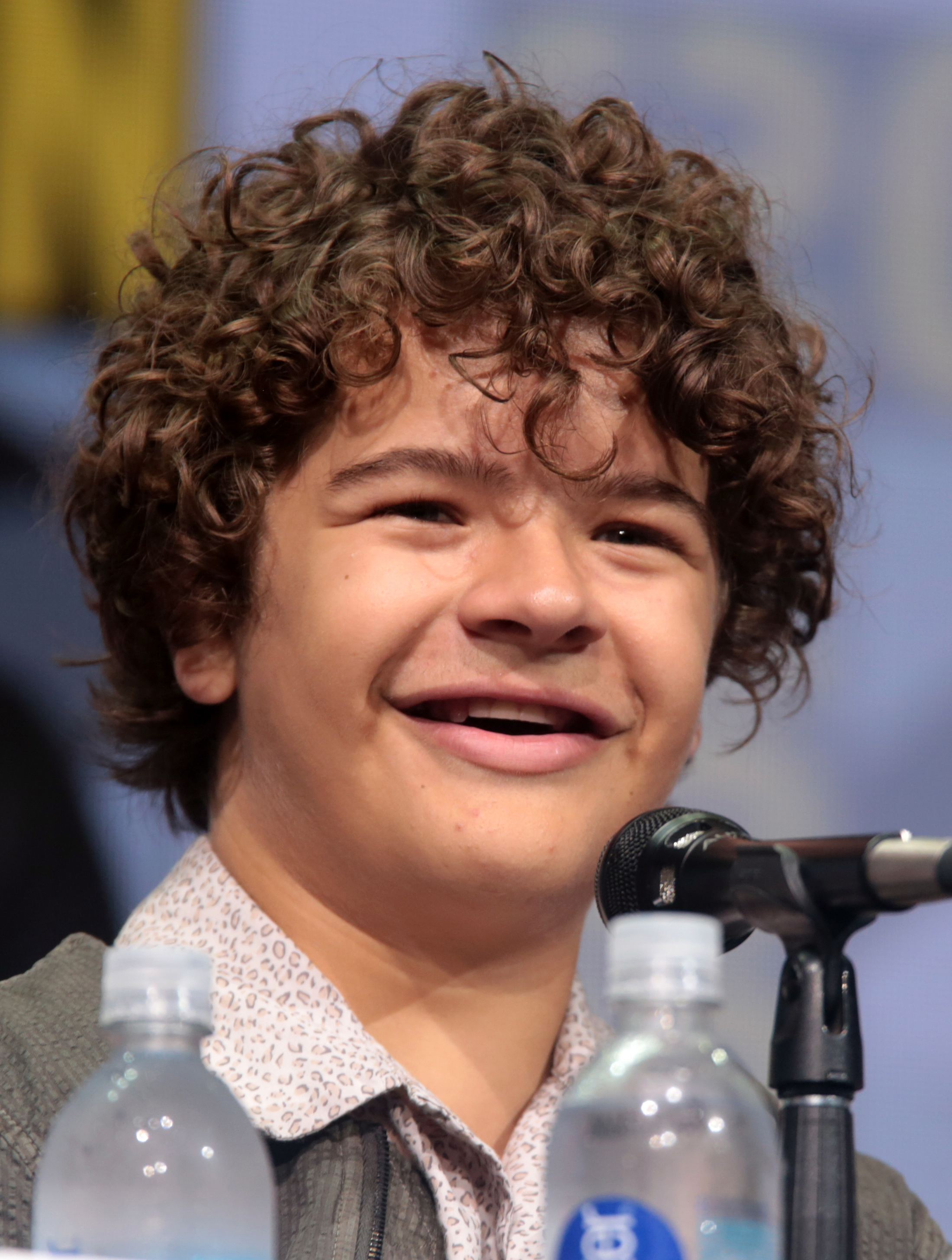
Gaten Matarazzo
geboren in 2002

- 1157 - Richard I van Engeland, Richard Leeuwenhart, koning van Engeland (overleden 1199)
- 1209 - Sancho II van Portugal, koning van Portugal van 1223 tot 1247 (overleden 1248)
- 1413 - Catharina van Bologna, Italiaanse heilige (overleden 1463)
- 1474 - Ludovico Ariosto, Italiaans schrijver (overleden 1533)
- 1588 - Marin Mersenne, Frans theoloog, filosoof, wiskundige en musicoloog (overleden 1648)
- 1633 - Ferdinand IV, koning van het Heilige Roomse Rijk, Hongarije en Bohemen (overleden 1654)
- 1778 - Clemens Brentano, Duits schrijver (overleden 1842)
- 1779 - Jan Frans Van De Velde, Belgisch bisschop van Gent (overleden 1838)
- 1804 - Eduard Mörike, Duits dichter (overleden 1875)
- 1830 - Frédéric Mistral, Frans dichter (overleden 1914)
- 1831 - Wilhelm Raabe, Duits schrijver (overleden 1910)
- 1833 - Giuseppe Prisco, Italiaans aartsbisschop en kardinaal (overleden 1923)
- 1837 - Joaquin Miller, Amerikaans dichter (overleden 1913)
- 1837 - Raphael Pumpelly, Amerikaans geoloog en ontdekkingsreiziger (overleden 1923)
- 1841 - Antonín Dvořák, Tsjechisch componist (overleden 1904)
- 1841 - Charles J. Guiteau, Amerikaans advocaat (overleden 1882)
- 1859 - Gerard Peerbolte, Nederlands organist en beiaardier (overleden 1939)
- 1870 - Adriano Hernandez, Filipijns generaal en politicus (overleden 1925)
- 1873 - Alfred Jarry, Frans schrijver (overleden 1907)
- 1877 - Willy Kruyt, Nederlands politicus (overleden 1943)
- 1882 - Frans Ghijsels, Nederlands architect en stedenbouwkundige (overleden 1947)
- 1885 - Ernst Greven, Nederlands atleet (overleden 1924)
- 1886 - Siegfried Sassoon, Engels dichter en prozaschrijver (overleden 1967)
- 1888 - Louis Zimmer, Vlaams-Belgisch astronoom (overleden 1970)
- 1894 - Willem Pijper, Nederlands componist (overleden 1947)
- 1900 - Tilly Devine, Australisch onderwereldfiguur (overleden 1970)
- 1900 - Claude Pepper, Amerikaans politicus (overleden 1989)
- 1901 - Rie Beisenherz, Nederlands zwemster (overleden 1992)
- 1901 - Hendrik Verwoerd, Zuid-Afrikaans premier (overleden 1966)
- 1906 - Denis de Rougemont, Zwitsers filosoof en schrijver (overleden 1985)
- 1906 - Heije Schaper, Nederlands militair en politicus (overleden 1996)
- 1906 - Robert C. Schnitzer, Amerikaans acteur en producer (overleden 2008)
- 1907 - Jean Aerts, Belgisch wielrenner (overleden 1992)
- 1907 - Casimiro de Oliveira, Portugees autocoureur (overleden 1970)
- 1910 - Lewis Clive, Brits roeier (overleden 1938)
- 1912 - Wilhelm Lohmeyer, Duits botanicus (overleden 2012)
- 1913 - Oscar Abendanon, Surinaams jurist (overleden 2008)
- 1914 - Dimitrios I, patriarch van Constantinopel (overleden 1991)
- 1915 - N.V.M. Gonzalez, Filipijns schrijver (overleden 1999)
- 1918 - Bjørn Spydevold, Noors voetballer en voetbaltrainer (overleden 2002)
- 1919 - Johan Kvandal, Noors componist (overleden 1999)
- 1919 - Meda Mládková, Tsjechisch kunsthistoricus (overleden 2022)
- 1921 - Dinko Šakić, Kroatisch oorlogsmisdadiger (overleden 2008)
- 1921 - Harry Secombe, Brits (Welsh) komiek, zanger, acteur en tv-presentator (overleden 2001)
- 1922 - Sid Caesar, Amerikaans acteur en komiek (overleden 2014)
- 1924 - Grace Metalious, Amerikaans schrijfster (overleden 1964)
- 1925 - Bat-Sheva Dagan, Pools-Israëlisch Holocaustoverlevende, onderwijzeres en auteur (overleden 2024)
- 1925 - Peter Sellers, Engels acteur (overleden 1980)
- 1926 - Henry Faas, Nederlands journalist (overleden 1990)
- 1927 - Chuck Rodee, Amerikaans autocoureur (overleden 1966)
- 1927 - Natalja Smirnizkaja, Russisch atlete (overleden 2004)
- 1929 - Christoph von Dohnányi, Duits dirigent
- 1930 - Mario Adorf, Duits acteur
- 1930 - Árpád Pusztai, Hongaars-Brits biochemicus en voedingsdeskundige (overleden 2021)
- 1931 - Rudolf Mees, Nederlands bankier (overleden 2010)
- 1931 - Terry Van Ginderen, Belgisch omroepster/presentatrice/zakenvrouw (overleden 2018)
- 1932 - Patsy Cline, Amerikaans country-zangeres (overleden 1963)
- 1933 - Asha Bhosle, Indiase zangeres
- 1933 - Michael Frayn, Brits auteur
- 1933 - Donald Triplett, Amerikaanse man die bekend staat als de eerste persoon die de diagnose autisme kreeg (overleden 2023)
- 1934 - Peter Maxwell Davies, Engels componist/dirigent (overleden 2016)
- 1935 - Fritz Baumbach, Duits schaker
- 1937 - Cüneyt Arkın (Fahrettin Cüreklibatır), Turks acteur en filmregisseur (overleden 2022)
- 1937 - Willy De Waele, Belgisch politicus (overleden 2023)
- 1938 - Reinbert de Leeuw, Nederlands pianist, componist en dirigent (overleden 2020)
- 1939 - Anton Rous, Sloveens politicus en jurist (overleden 2024)
- 1939 - Arie Stehouwer, Nederlands voetbaltrainer (overleden 2021)
- 1940 - Gilberto Aristizábal, Colombiaans voetbalscheidsrechter
- 1940 - Peter Downsbrough, Amerikaans kunstenaar en architect
- 1940 - Gerard Höweler, Nederlands beeldhouwer (overleden 2021)
- 1941 - Bernie Sanders, Amerikaanse politicus
- 1943 - Marnix Kappers, Nederlands acteur en presentator (overleden 2016)
- 1944 - Sylvie Hülsemann, Luxemburgs waterskiester
- 1945 - Jan Dorrestein, Nederlands golfprofessional (overleden 2023)
- 1945 - Christiane Krüger, Duits actrice
- 1946 - Dean Daughtry, Amerikaans toetsenist (overleden 2023)
- 1947 - Halldór Ásgrímsson, minister-president van IJsland (overleden 2015)
- 1947 - Frank Ganzera, Oost-Duits voetballer
- 1947 - Linda Ludgrove, Brits zwemster
- 1948 - Jean-Pierre Monseré, Belgisch wielrenner (overleden 1971)
- 1949 - Bavo Claes, Belgisch journalist
- 1950 - Mark Vanlombeek, Belgisch sportjournalist (overleden 2018)
- 1951 - Franciszek Gągor, Pools generaal (overleden 2010)
- 1951 - Corry Konings, Nederlands zangeres
- 1953 - Akira Nishimura, Japans componist (overleden 2023)
- 1954 - Mark Foley, Amerikaans politicus
- 1954 - Micky Otterspoor, Nederlands journaliste en schrijfster
- 1954 - Michael Shermer, Amerikaans historicus en auteur
- 1955 - Julian Richings, Engels-Canadees acteur
- 1956 - Stefan Johansson, Zweeds autocoureur
- 1956 - Luk Lemmens, Belgisch politicus (N-VA)
- 1956 - Jacky Munaron, Belgisch voetballer
- 1960 - Aimee Mann, Amerikaans singer-songwriter
- 1960 - Matthijs van Nieuwkerk, Nederlands journalist en televisiepresentator
- 1961 - Gabriele Günz, Duits atlete
- 1962 - René Klijn, Nederlands zanger (overleden 1993)
- 1962 - Harrie Kwinten, Nederlands hockeyer
- 1963 - Li Ning, Chinees turner
- 1963 - Brad Silberling, Amerikaans regisseur
- 1963 - Rob de Wit, Nederlands voetballer
- 1965 - Darlene Zschech, Australisch aanbiddingsleidster en singer-songwriter
- 1966 - Raymond Atteveld, Nederlands voetballer en voetbaltrainer
- 1966 - Carola Häggkvist, Zweeds zangeres
- 1968 - Hellen Kimaiyo, Keniaans atlete
- 1968 - Ray Wilson, Schots zanger
- 1969 - Lars Bohinen, Noors voetballer en voetbalcoach
- 1969 - Eusebio Di Francesco, Italiaans voetballer en voetbalcoach
- 1969 - Gary Speed, Welsh voetballer en voetbalcoach (overleden 2011)
- 1970 - Alexi Grewal, Amerikaans wielrenner
- 1970 - Peter-Paul Rauwerda, Nederlands schrijver
- 1970 - Helga van Leur, Nederlands televisie-weervrouw
- 1970 - Jan Michels, Nederlands voetballer
- 1970 - Lars Vogt, Duits pianist en dirigent (overleden 2022)
- 1971 - David Arquette, Amerikaans acteur
- 1971 - Gillian van den Berg, Nederlands waterpolospeelster
- 1972 - Markus Babbel, Duits voetballer
- 1972 - Els Keytsman, Belgisch politica
- 1973 - Lorraine Fenton, Jamaicaans atlete
- 1974 - Yaw Preko, Ghanees voetballer
- 1975 - Zohra Aït-Fath, Belgisch zangeres en actrice
- 1975 - Mario Bazina, Kroatisch voetballer
- 1975 - Richard Hughes, Brits drummer
- 1975 - Jelena Lichovtseva, Russisch tennisster
- 1975 - Randy Sedoc, Nederlands atleet
- 1976 - Andrés Cunha, Uruguayaans voetbalscheidsrechter
- 1976 - Jervis Drummond, Costa Ricaans voetballer
- 1976 - Sjeng Schalken, Nederlands tennisser
- 1979 - Péter Lékó, Hongaars schaakgrootmeester
- 1979 - P!nk, Amerikaans zangeres en actrice
- 1979 - Frederik Willems, Belgisch wielrenner
- 1980 - Roesoedan Goletiani, Amerikaans schaakster
- 1980 - An Lemmens, Belgisch presentatrice
- 1980 - Ryan Marciano (Ryan de Lange), Nederlands dj- en producer (Sunnery James & Ryan Marciano)
- 1980 - Mbulaeni Mulaudzi, Zuid-Afrikaans atleet (overleden 2014)
- 1980 - Luigi Pieroni, Belgisch voetballer
- 1980 - Slim Thug (Stayve Jerome Thomas), Amerikaans rapper
- 1981 - Mireille Baart, Nederlands atlete
- 1981 - Frank Dane, Nederlands dj
- 1981 - Morten Gamst Pedersen, Noors voetballer
- 1981 - Jonathan Taylor Thomas, Amerikaans acteur
- 1982 - Mirjam Bikker, Nederlands politica (ChristenUnie)
- 1982 - Marian Cozma, Roemeens handballer (overleden 2009)
- 1982 - Koen de Kort, Nederlands wielrenner
- 1982 - Negativ, Nederlands rapper en acteur
- 1984 - Whitney Myers, Amerikaans zwemster
- 1984 - Vitali Petrov, Russisch autocoureur
- 1985 - Denny Morrison, Canadees schaatser
- 1986 - Carlos Bacca, Colombiaans voetballer
- 1986 - Johan Dahlin, Zweeds voetballer
- 1986 - Nicolás Gallo, Colombiaans voetbalscheidsrechter
- 1986 - João Moutinho, Portugees voetballer
- 1986 - Kirill Nababkin, Russisch profvoetballer
- 1987 - Wiz Khalifa, Amerikaans rapper
- 1987 - Mexer, Mozambikaans voetballer
- 1987 - Dominic Parsons, Brits skeletonracer
- 1988 - Adrián Bone, Ecuadoraans voetballer
- 1988 - Rie Kaneto, Japans zwemster
- 1988 - Ben Payal, Luxemburgs voetballer
- 1989 - Jelena Arzjakova, Russisch atlete
- 1989 - Avicii (Tim Bergling), Zweeds dj (overleden 2018)
- 1989 - Jetse Bol, Nederlands wielrenner
- 1989 - Tabaré Viudez, Uruguayaans voetballer
- 1990 - Kaj Gorgels, Nederlands televisiepresentator en YouTuber
- 1992 - Bernard Anício Caldeira Duarte (Bernard), Braziliaans voetballer
- 1992 - Paul Fentz, Duits kunstschaatser
- 1993 - Alexander Hack, Duits voetballer
- 1993 - Dalbert Henrique, Braziliaans voetballer
- 1993 - Piotr Parzyszek, Pools-Nederlands voetballer
- 1994 - Marco Benassi, Italiaans voetballer
- 1994 - Yassine Benzia, Algerijns-Frans voetballer
- 1994 - Bruno Fernandes, Portugees voetballer
- 1994 - Ghayas Zahid, Noors voetballer
- 1995 - Elisabeth Black, Canadees turnster
- 1995 - Joeri Poelmans, Belgisch voetballer
- 1995 - Martin Ponsiluoma, Zweeds biatleet
- 1995 - Julian Weigl, Duits voetballer
- 1996 - Sven Blummel, Nederlands voetballer
- 1996 - Samy Mmaee, Marokkaans-Belgisch voetballer
- 1998 - Steven Alzate, Colombiaans-Engels voetballer
- 1998 - Esther Graf, Oostenrijks zangeres en model
- 1998 - Matheus Leist, Braziliaans autocoureur
- 1998 - Isac Lidberg, Zweeds voetballer
- 1998 - Alessio Lorandi, Italiaans autocoureur
- 1999 - Kaat Dumarey, Belgisch acrogymnaste
- 1999 - Lorenzo Gabellini, Italiaans motorcoureur
- 2000 - Aloïs Charrin, Frans wielrenner
- 2000 - Milan van Ewijk, Nederlands-Surinaams voetballer
- 2000 - Kevin Zannoni, Italiaans motorcoureur
- 2002 - Gaten Matarazzo, Amerikaans acteur
- 2002 - Luka Sučić, Kroatisch voetballer
- 2003 - Arne Engels, Belgisch voetballer
- 2003 - Haimar Etxeberria, Spaans wielrenner
- 2003 - Sam Maisonobe, Frans wielrenner
- 2003 - Matías Zagazeta, Peruviaans autocoureur

## Overleden

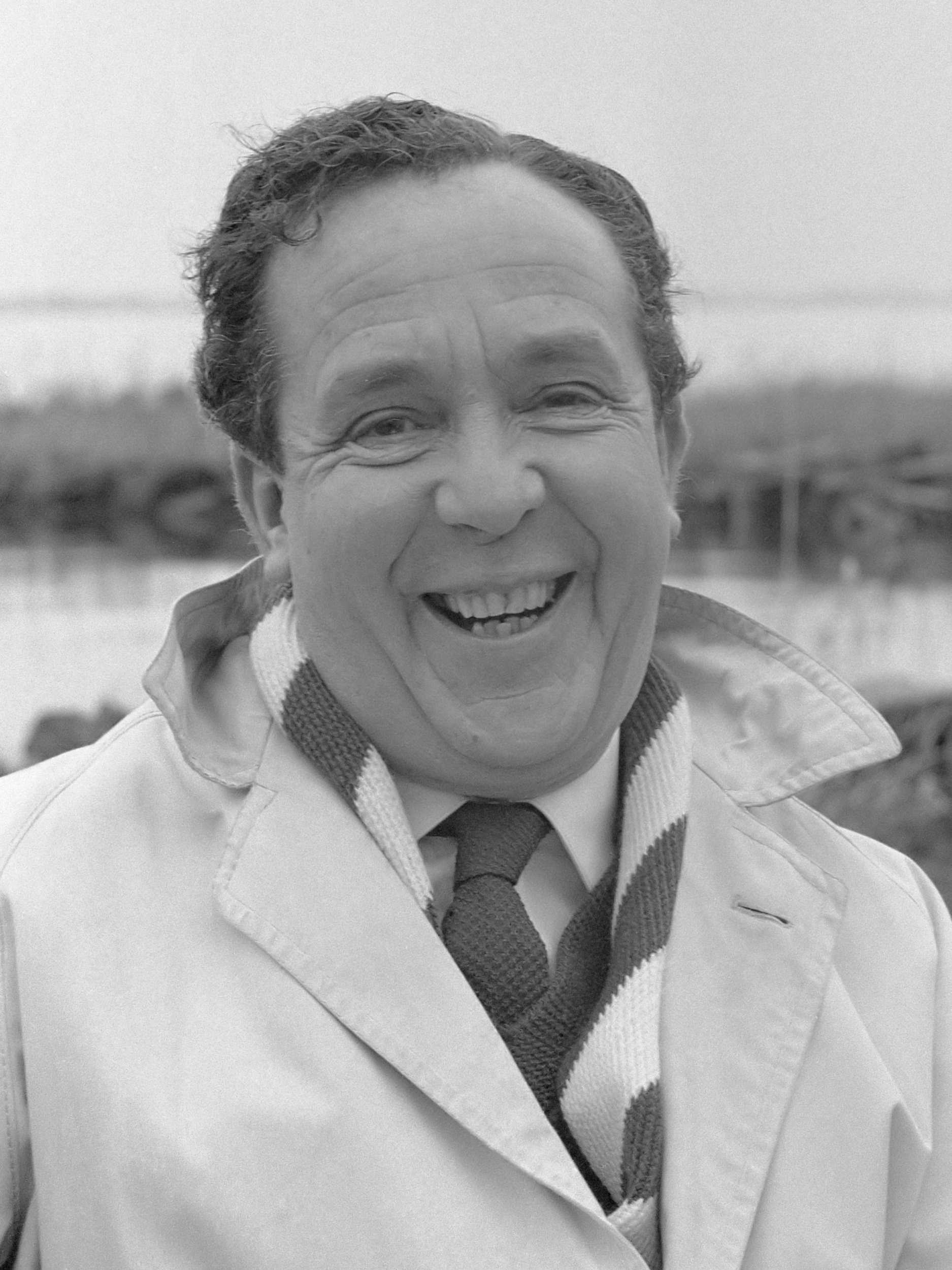
Wim Kan
overleden in 1983

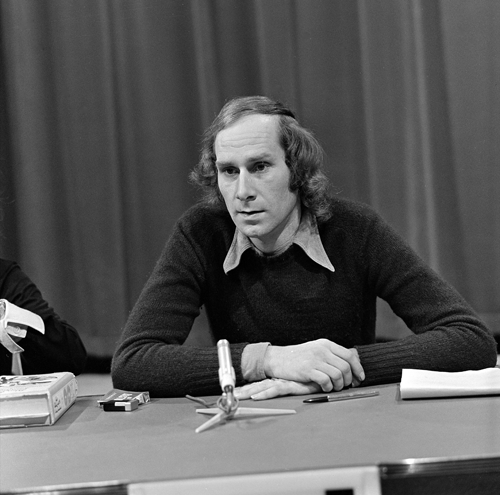
Maarten van Rooijen
overleden in 2003

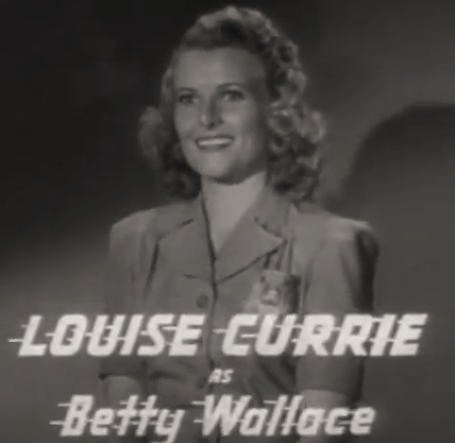
Louise Currie,
overleden in 2013

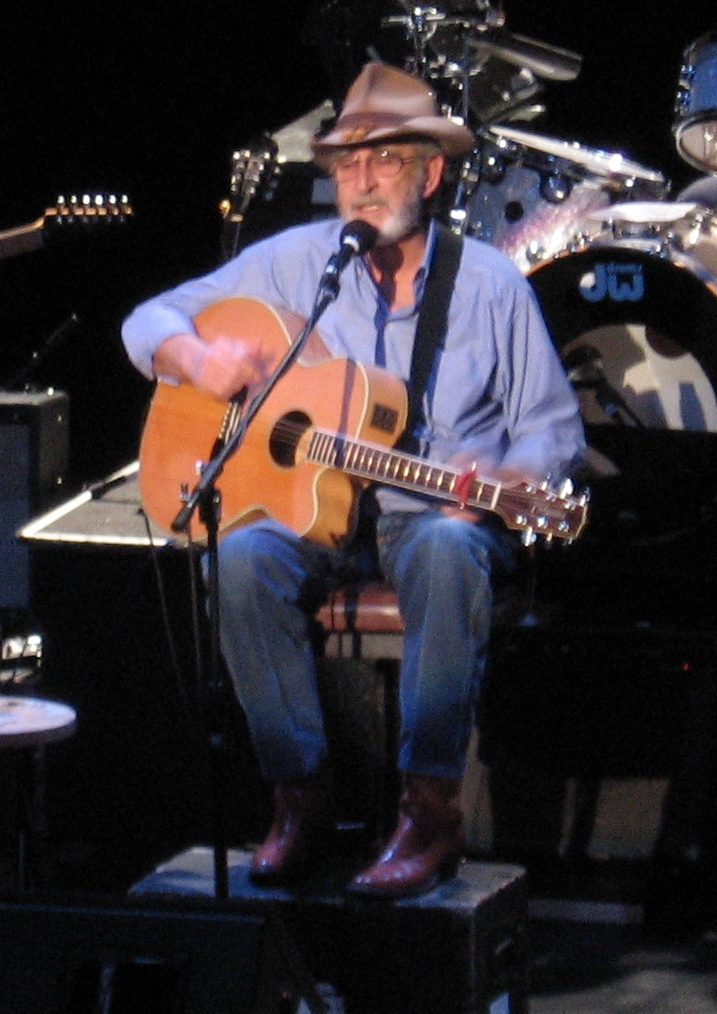
Don Williams,
overleden in 2017

- 394 - Arbogast, Frankisch veldheer
- 701 - Sergius I, paus van Rome
- 780 - Leo IV van Byzantium (30), Byzantijns keizer
- 1555 - Thomas van Villanova (67), Spaanse augustijn, theoloog, filosoof, aartsbisschop en heilige
- 1644 - Francis Quarles, Engels dichter
- 1811 - Peter Simon Pallas (69), Duits zoöloog en plantkundige
- 1862 - Ignacio Zaragoza (33), Mexicaans generaal
- 1882 - Joseph Liouville (73), Frans wiskundige
- 1888 - Annie Chapman (46/47), tweede canonieke slachtoffer Jack the Ripper
- 1894 - Hermann von Helmholtz (73), Duits arts en natuurkundige
- 1895 - Adam Opel (58), Duits industrieel
- 1911 - Jan Puzyna de Kosielsko (68), Pools kardinaal-aartsbisschop van Krakau
- 1933 - Faisal I (50), koning van Irak
- 1937 - Felix Abraham (36), Duits seksuoloog
- 1938 - Cecilio Apostol (60), Filipijns dichter
- 1938 - Agustín Magaldi (39), Argentijns tangozanger
- 1944 - Jan van Gilse (63), Nederlands componist
- 1949 - Richard Strauss (85), Duits componist en dirigent
- 1954 - André Derain (74), Frans kunstschilder en beeldhouwer
- 1955 - Johannes de Jong (69), Nederlands kardinaal-aartsbisschop van Utrecht
- 1956 - Gerrit Bolkestein (84), Nederlands politicus (VDB)
- 1960 - Vilmos Huszár (76), Hongaars-Nederlands schilder en ontwerper
- 1965 - Dorothy Dandridge (42), Amerikaans actrice en zangeres
- 1965 - Hermann Staudinger (84), Duits scheikundige
- 1966 - John Taylor (33), Brits autocoureur
- 1974 - Wolfgang Windgassen (60), Duits operazanger
- 1976 - Gerrit van Poelje (92), Nederlands ambtenaar en bestuurskundige
- 1978 - Ricardo Zamora (77), Spaans voetballer
- 1980 - Willard Libby (71), Amerikaans scheikundige
- 1981 - Hideki Yukawa (74), Japans natuurkundige
- 1982 - Henri Thesingh (79), Nederlands atleet
- 1983 - Wim Kan (72), Nederlands cabaretier
- 1983 - Antonin Magne (79), Frans wielrenner
- 1984 - René Bernier (79), Belgisch componist
- 1984 - Johnnie Parsons (66), Amerikaans autocoureur
- 1985 - John Franklin Enders (88), Amerikaans viroloog
- 1991 - Brad Davis (41), Amerikaans acteur
- 1993 - Albert Roosens (77), Belgisch voetballer en voetbalvoorzitter
- 1997 - Derek Taylor (65), Brits journalist, schrijver, publicist en muziekproducent
- 2002 - Georges-André Chevallaz (87), Zwitsers politicus
- 2003 - Leni Riefenstahl (101), Duits cineaste en fotografe
- 2003 - Maarten van Rooijen (60), Nederlands filmcriticus en televisiemaker
- 2004 - Frank Thomas (92), Amerikaans animator, tekenaar van Disneyfilms
- 2006 - Peter Brock (61), Australisch autocoureur
- 2009 - Aage Bohr (87), Deens kernfysicus
- 2010 - George C. Williams (84), Amerikaans bioloog
- 2011 - Võ Chí Công (99), Vietnamees politicus
- 2012 - André Kempinaire (83), Belgisch politicus
- 2012 - Thomas Szasz (92), Hongaars wetenschapper en psychiater
- 2013 - Louise Currie (100), Amerikaans actrice
- 2013 - Henk Rayer (63), Nederlands voetballer en voetbaltrainer
- 2014 - Magda Olivero (104), Italiaans sopraan
- 2014 - Gerald Wilson (96), Amerikaans jazztrompettist, bigbandleider, componist en arrangeur
- 2015 - Joost Zwagerman (51), Nederlands schrijver, dichter en essayist
- 2016 - Hannes Arch (48), Oostenrijks piloot
- 2016 - Prince Buster (78), Jamaicaans zanger, muziekproducer en -manager
- 2017 - Pierre Bergé (86), Frans ondernemer, mecenas, actievoerder en schrijver
- 2017 - Harry Kuitert (92), Nederlands theoloog
- 2017 - Jerry Pournelle (84), Amerikaans sciencefictionschrijver
- 2017 - Don Williams (78), Amerikaans countryzanger
- 2018 - Grimbert Rost van Tonningen (76), Nederlands publicist en strategisch adviseur
- 2020 - Alfred Riedl (70), Oostenrijks voetballer en voetbaltrainer
- 2021 - Bert Cremers (72), Nederlands politicus
- 2021 - Gérard Farison (77), Frans voetballer
- 2021 - Dietmar Lorenz (70), Duits judoka
- 2022 - Dik Brouwer de Koning (89), Nederlands burgemeester
- 2022 - Elizabeth II van het Verenigd Koninkrijk (96), Brits koningin
- 2022 - Hans van Es (91), Nederlands burgemeester
- 2023 - Ivo Pauwels (85), Belgisch acteur
- 2023 - Anton Plate (73), Duits componist en dirigent
- 2023 - Buichi Terasawa (68), Japans mangaka
- 2024 - Zoot Money (82), Brits violist, toetsenist en hammondorganist

## Viering/herdenking

Nationale feestdag Andorra

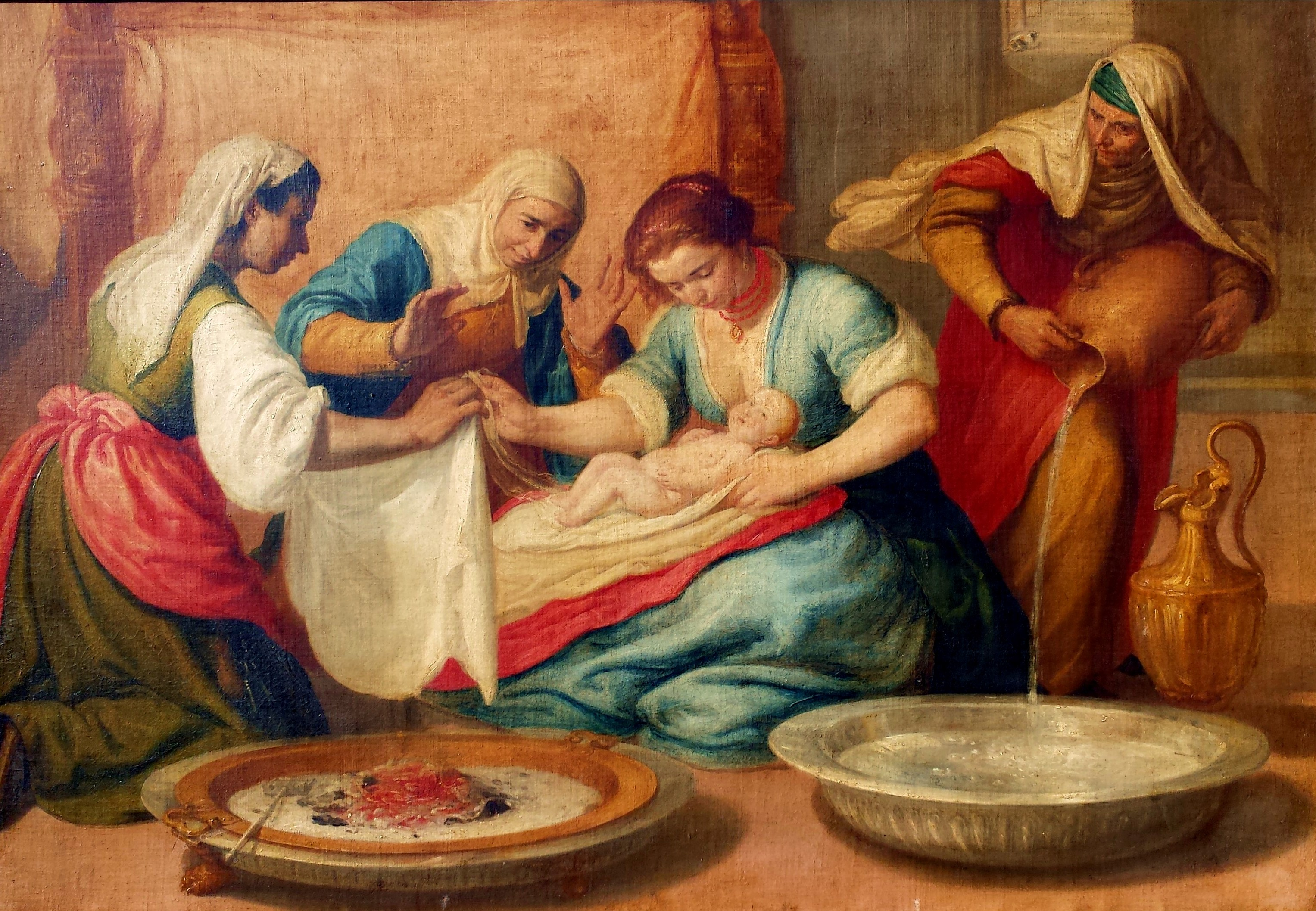
Maria-Geboorte

- Internationale dag van alfabetisering (UNESCO)
- Onafhankelijkheidsdag van Noord-Macedonië (onafhankelijk van Joegoslavië sinds 1991)
- Nationale feestdag van Andorra
- Dag van Asturië (718: stichting koninkrijk Asturië en begin Reconquista.
- Rooms-katholiek kalender:
  - Maria-Geboorte (c. 15 v.Chr.) - Feest
  - Heilige Adriaan/Adrianus (van Nicomedië) († c. 304)
  - Heilge  Nestor (van Gaza) († 362)
  - Heilge  Adela van Mesen († 1079)
  - Heilge  Sergius I († 701)
  - Heiligen Ine en Æthelburg van Wessex († 727)
  - Heilge Corbinianus (van Fresing) († 730)
  - Heilge   Maria, Oorzaak onzer blijdschap - patroonsfeest in bisdom Hasselt
  - Zalige Adela van Mesen († 1079)
  - Zalige Alanus de Rupe († 1475)
  - Zalige Johann Baptist Jordan († 1918)

## Weerextremen

### Nederland
| | Officiële records | Officiële records | Officiële records |      | Landelijke records            | Landelijke records | Landelijke records |
| Gebeurtenis | Jaar              | Extreem           | Locatie           | Jaar | Extreem                       | Locatie            | |
| --- | ----------------- | ----------------- | ----------------- | ---- | ----------------------------- | ------------------ | --- |
| Laagste etmaalgemiddelde temperatuur (°C) | 1931              | 10,2              | De Bilt           |      | 1912                          | 8,6                | Eelde |
| Hoogste etmaalgemiddelde temperatuur (°C) | 2023              | 21,6              | De Bilt           |      | 1934                          | 24,9               | Maastricht |
| Laagste minimumtemperatuur (°C) | 1967              | 3,6               | De Bilt           |      | 1975 1996                     | 2,4                | Twenthe Deelen |
| Hoogste minimumtemperatuur (°C) | 1934              | 15,9              | De Bilt           |      | 2023                          | 19,1               | Vlissingen |
| Laagste maximumtemperatuur (°C) | 1944              | 14,3              | De Bilt           |      | 1912                          | 11,7               | De Kooy |
| Hoogste maximumtemperatuur (°C) | 2023              | 30,0              | De Bilt           |      | 1934                          | 33,4               | Maastricht |
| Hoogste uurgemiddelde windsnelheid (m/s) | 1918              | 10,8              | De Bilt           |      | 1965                          | 22,6               | De Kooy |
| Hoogste windstoot (m/s) | 1965              | 17,5              | De Bilt           |      | 2001                          | 28,0               | Hoek van Holland |
| Langste zonneschijnduur (uur) | 2016, 2021        | 12,2              | De Bilt           |      | 2004 2005 2014 2016 2021 2023 | 12,2               | Leeuwarden De Kooy Hoek van Holland Berkhout, Cabauw, De Bilt, De Kooy, Gilze-Rijen, Hoorn Terschelling, Nieuw Beerta, Rotterdam, Schiphol, Stavoren, Voorschoten Berkhout, Cabauw, De Bilt, De Kooy, Deelen, Eelde, Eindhoven, Ell, Gilze-Rijen, Hoek van Holland, Hoogeveen, Hupsel, Lelystad, Leeuwarden, Maastricht, Marknesse, Nieuw Beerta, Rotterdam, Schiphol, Stavoren, Twenthe, Volkel, Voorschoten, Wijk aan Zee Arcen, Ell, De Kooy, Hoorn Terschelling, Hupsel, Lelystad, Maastricht, Volkel, Twenthe |
| Langste neerslagduur (uur) | 2017              | 14,3              | De Bilt           |      | 2003                          | 19,7               | Hoogeveen |
| Hoogste etmaalsom van de neerslag (mm) | 1918              | 25,2              | De Bilt           |      | 2017                          | 77,6               | Voorschoten |
| Laagste etmaalgemiddelde relatieve vochtigheid (%) | 1971              | 53                | De Bilt           |      | 1934                          | 40                 | Maastricht |
| Laagste uurwaarde luchtdruk op zeeniveau (hPa) | 1995              | 986,1             | De Bilt           |      | 1994                          | 981,8              | Vlissingen |
| Hoogste uurwaarde luchtdruk op zeeniveau (hPa) | 2004              | 1034,8            | De Bilt           |      | 2004                          | 1036,1             | Vlieland |
| Officiële records worden altijd gemeten op het KNMI-weerstation in De Bilt. Landelijke records kunnen worden gemeten op elk officieel KNMI-weerstation in Nederland. |                   |                   |                   |      |                               |                    | |

Uitzonderlijke gebeurtenissen
- 1914 - Laatste officiële zomerse dag van het jaar (maximumtemperatuur ≥ 25 °C in De Bilt)
- 1934 - Officieel hoogste minimumtemperatuur in °C van het jaar gemeten in De Bilt: 15,9. Samen met 30 juli
- 1953 - Laatste officiële zomerse dag van het jaar (maximumtemperatuur ≥ 25 °C in De Bilt)
- 2009 - Laatste officiële zomerse dag van het jaar (maximumtemperatuur ≥ 25 °C in De Bilt)

### België
Dagrecords
- 1931 - Laagste etmaalgemiddelde temperatuur 10,1 °C
- 1934 - Hoogste etmaalgemiddelde temperatuur 24,9 °C
- 1931 - Laagste minimumtemperatuur 4,4 °C
- 1911 - Hoogste maximumtemperatuur 31,9 °C
- 1892 - Hoogste etmaalsom van de neerslag 30,4 mm

Uitzonderlijke gebeurtenissen
- 1911 - Maximumtemperatuur 33,7 °C in Sint-Truiden
- 1914 - Tussen 10 augustus en 8 september valt slechts 7,0 mm regen in Ukkel.
- 1928 - Maximumtemperatuur 30,6 °C in Oostende.
- 1934 - Maximumtemperatuur tot 27,8 °C op de Baraque Michel (Jalhay) en 34,3 °C in Leopoldsburg

<< · 1 · 2 · 3 · 4 · 5 · 6 · 7 · 8 · 9 · 10 · 11 · 12 · 13 · 14 · 15 · 16 · 17 · 18 · 19 · 20 · 21 · 22 · 23 · 24 · 25 · 26 · 27 · 28 · 29 · 30 · >>